# Schwenda
Schwenda is een plaats en voormalige gemeente in de Duitse deelstaat Saksen-Anhalt, en maakt deel uit van de Landkreis Mansfeld-Südharz.

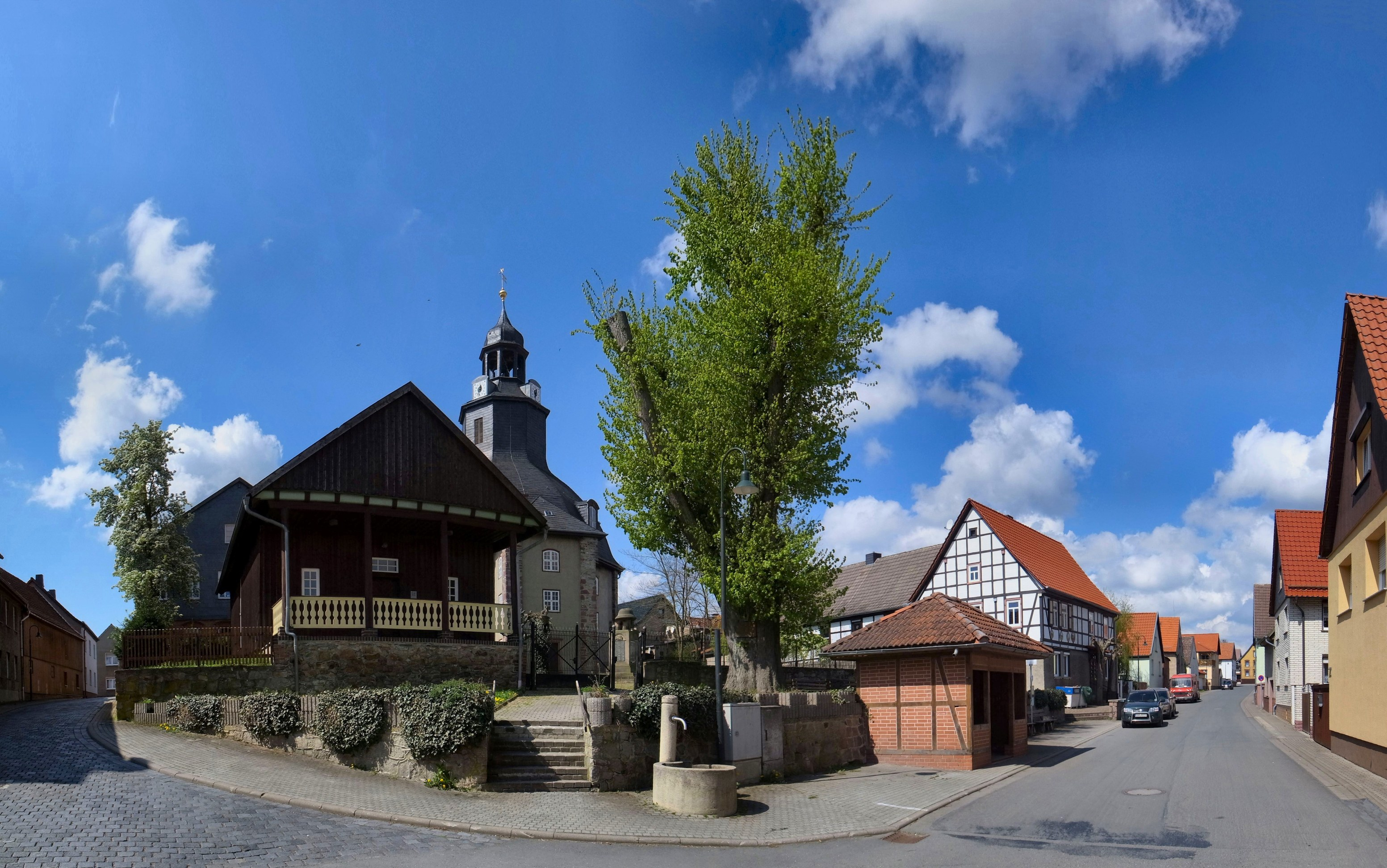
Schwenda

Schwenda telt 604 inwoners.